# Krasnabiareżża
Krasnabiareżża (biał. Краснабярэжжа; ros. Краснобережье, Krasnobierieżje; hist. pol. Złodzin; biał. Зло́дзін, Złodzin; ros. Злодинъ, Złodiń) – wieś na Białorusi, w obwodzie homelskim, w rejonie lelczyckim, w sielsowiecie Udarnaje, nad Uborcią i przy drodze republikańskiej R36.

## Historia
W XIX i w początkach XX w. Złodzin położony był w Rosji, w guberni mińskiej, w powiecie mozyrskim, w gminie Lelczyce.
Po I wojnie światowej pod administracją polską, w Zarządzie Cywilnym Ziem Wschodnich, w okręgu brzeskim, w powiecie mozyrskim, w gminie Lelczyce.
W wyniku postanowień traktatu ryskiego znalazł się w granicach Związku Sowieckiego. W okresie komunistycznym zmieniono jego nazwę na obecną. Od 1991 w niepodległej Białorusi.